# Rumendingen
Rumendingen – gmina (niem. Einwohnergemeinde) w Szwajcarii, w kantonie Berno, w regionie administracyjnym Emmental-Oberaargau, w okręgu Emmental.

## Demografia
W Rumendingen mieszka 81 osób. W 2020 roku w gminie nie mieszkały osoby urodzone poza Szwajcarią.